# Dicionário Cambridge
O Dicionário Cambridge (abreviado como CALD pelo inicial Cambridge Advanced Learner's Dictionary) é um dicionário britânico da língua inglesa. Foi publicado pela primeira vez em 1995 sob o título Cambridge International Dictionary of English pela Cambridge University Press. O dicionário tem mais de 140.000 palavras, frases e significados. É adequado para alunos nos níveis B2–C2 do CEF.
A Palavra do Ano do Cambridge Dictionary, da Cambridge University Press & Assessment, é publicado anualmente desde 2015. A Palavra do Ano de Cambridge é liderada pelos dados – o que os usuários pesquisam – no dicionário mais popular do mundo para alunos de inglês. Em 2022, a Palavra do Ano de Cambridge foi  homer, causada por jogadores do Wordle que procuraram palavras de cinco letras, especialmente aquelas com as quais jogadores não americanos estavam menos familiarizados. Em 2021, a palavra do ano do Dicionário Cambridge foi perseverance (lit.  "perseverança"). Em 2020, foi quarantine (lit.  "quarentena").

## Edições
- Primeira edição publicada pela primeira vez em 2003.
- Segunda edição publicada pela primeira vez em 2005.
- Terceira edição publicada pela primeira vez em 2008.
- Quarta edição publicada pela primeira vez em 2013.